# J. J. Grandville
J. J. Grandville (Nancy. 13 de septiembre de 1803 - Vanves, 17 de marzo de 1847), fue un caricaturista francés. Su nombre real era Jean Ignace Isidore Gérard. 

## Biografía

### Infancia y educación
Jean Ignace Isidore Gérard nació en Nancy, al este de Francia, en el seno de una familia de artistas y actores. Hombre de múltiples identidades, su familia siempre le llamó Adolphe, en honor a un hermano menor que falleció dos meses antes de su nacimiento.
Grandville creció en Nancy y recibió las primeras clases de dibujo de su padre, un músico aficionado, pero ante todo un pintor miniaturista "para la cabeza, la flor o el paisaje". La pobreza reinaba entonces en Nancy, y la vida en el hogar de los Gérard no era fácil: además de la pareja y sus cuatro hijos, vivía una antepasada, Marie-Anne, antigua "actriz del Rey", cuyas historias nostálgicas de los esplendores de la corte de Stanislas resultaban fascinantes. El teatro no era suficiente para mantener a los Gérard -abuelos paternos de Grandville-, quienes se mudaron a la Plaza Real y dirigieron uno de los primeros cafés de Nancy, el Café de la Comédie. El hermano de Adolphe, Hippolyte, se dedicó a la literatura y adoptó el seudónimo de "Gérard Grandville". 
Como artista, Adolphe adoptó Jean-Jacques como nombre de pila y también tomó el apellido "Grandville" de sus abuelos. Por tanto, firmaba sus obras J.J. Grandville. Parece seguir los pasos de su padre, dibujando a miembros de su familia y escenas de la calle, y gradualmente rompe con los principios que le habían enseñado, especializándose en "desfigurar maliciosamente esos rostros que los adultos ponen todo su arte en representar". 
Su talento como caricaturista se manifestó desde muy joven. La oposición a su padre desempeñó un papel en este deseo de transgredir, pero también podría ser considerado como algo más que un simple aprendizaje. La influencia del arte teatral desempeñó sin duda un papel, pero también hay que mencionar la historia del arte, que en Nancy estuvo fuertemente influenciada por el arte de Jacques Callot, que introdujo el Arlequín, el Pantaleón  y el Polichinela . Por último, también influyeron la moda y la influencia de la caricatura, muy popular en Inglaterra. 
Grandville aprendió su arte mediante la copia de los modelos de caricatura que encontraba en la nueva prensa satírica, como Le Nain jaune. Se formó una opinión liberal y anticlerical. A partir de 1820, diseña criaturas híbridas, mitad hombre mitad animal, que se convierten rápidamente en el sello de su talento. Le gustaba combinar sus dibujos con juegos de palabras irónicos: Le Canard, dibujo que ilustra los "patos" del clarinete; Le Quintette à vent, que evoca la expresión "soplar como un buey", etc. 
En esa época, el movimiento romántico empieza a imponerse en Francia y ejerce una fuerte influencia sobre el artista. La litografía, nueva técnica de impresión y representación, conoce un gran éxito y contribuye en gran medida a la fama de Grandville. La llamada de la capital se hizo sentir: la partida contó con el apoyo del pintor miniaturista Léon Larue (1785-1834), conocido como Mansion, que detectó el talento de Grandville y le invitó a su taller parisino. 
Grandville viajó a París en 1824 y se instaló allí. En aquella época, su tío era director general del Teatro Nacional de la Opéra-Comique, lo que le permitió entrar en el mundo del teatro. Los cuadernos de Grandville están llenos de retratos de actores y disfraces, camerinos y balcones, parterres y galerías, y bailarines, que constituyen la crónica del mundo del espectáculo. Estos cuadernos se conservan hoy en el Museo de Bellas Artes de Nancy. 
Fue en el despacho de su primo Lemétheyer donde el pintor Hippolyte Lecomte descubrió la obra de Grandville. Quedó impresionado por su talento. Grandville se asoció entonces a la publicación de Lecomte, Costumes de tous les ouvrages dramatiques représentés, coeditada con el cantante Augustin Vizentini. 

### Una vida marcada por el duelo familiar
A los veintiún años, Grandville se muda a París.
El 22 de julio de 1833 se casa con su prima Marguerite Henriette Fischer (1810-1842) y se muda a un piso nuevo. Su primer hijo, Ferdinand, nace en 1834, pero muere de meningitis a los cuatro años. El nacimiento debilitó considerablemente a Henriette. Su segundo hijo, Henri, nació en otoño de 1838, pero murió en 1841, tras atragantarse con un trozo de pan en presencia de sus padres. Georges, su tercer hijo, nació en julio de 1842. Durante sus embarazos anteriores, y también en esta ocasión, la salud de Henriette se deterioró aún más y murió ese mismo mes de peritonitis. 
En octubre de 1843, Grandville volvió a casarse con Catherine Marceline "Céline" Lhuillier (1819-1888). Al igual que Henriette y Grandville, Céline era originaria de Nancy. Armand, el único hijo de este segundo matrimonio, nace en 1845. Georges, el tercer hijo de su primer matrimonio, de 4 años y medio, muere en enero de 1847 tras una corta enfermedad. 
Grandville, tras haber perdido a su primera esposa y a sus tres hijos en diez años, estaba física y mentalmente destrozado. Cayó enfermo varias veces. 

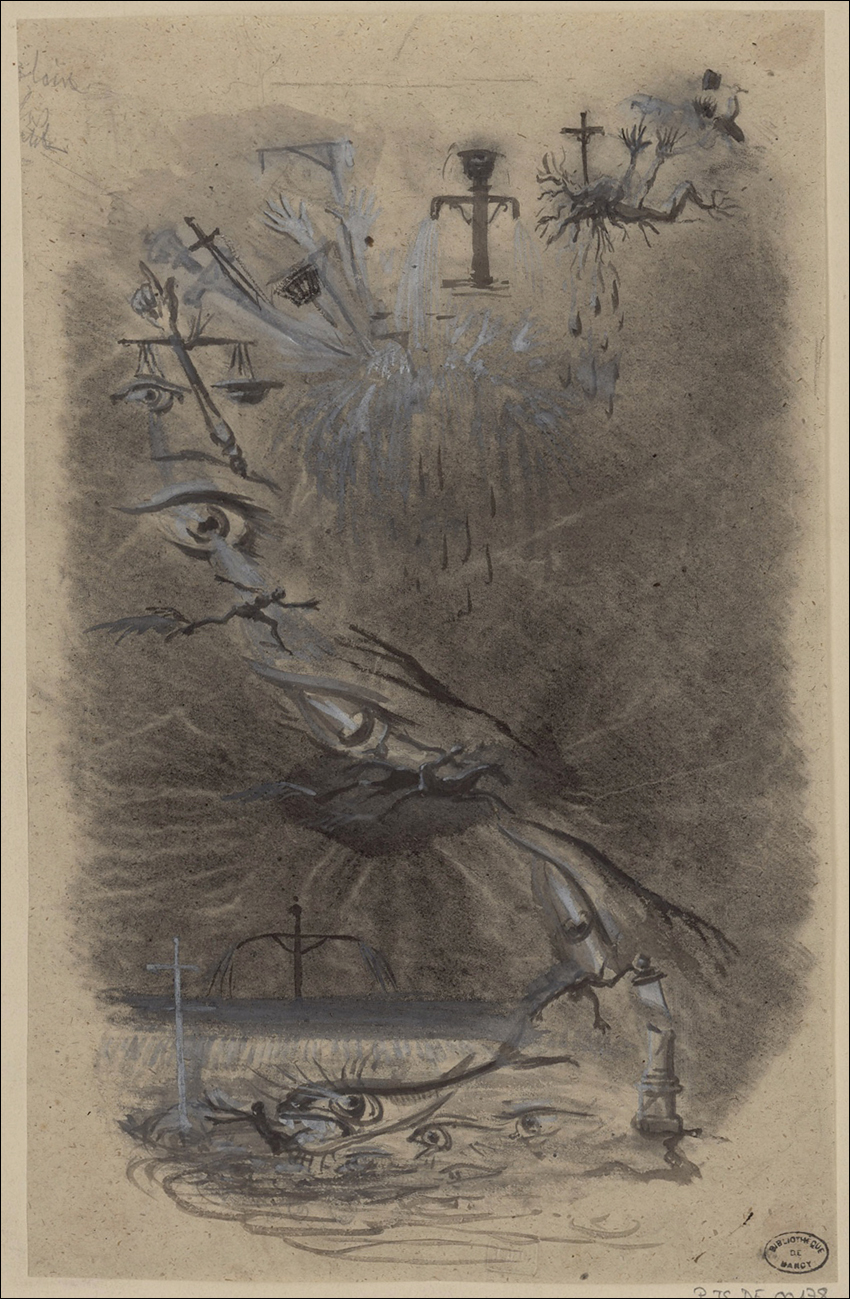
Dibujo de Grandville dos semanas antes de su muerte

En 1847, durante su estancia en su residencia de vacaciones de Saint-Mandé, sufrió un ataque de locura y fue trasladado al asilo de los doctores Voisin y Falret en Vanves, el 10 de marzo. La premonición de su muerte nunca le abandonó y la anunció, a pesar de los consejos de los médicos. En efecto, el 17 de marzo, dos meses después de la muerte de su querido hijo Georges, Grandville falleció. Ya había escrito su propio epitafio: "Ci-gît J.J. Grandville. Él dio vida a todo y, después de Dios, hizo que todo viviera, hablara o caminara. Solo, no supo hacer su propio camino". Según sus deseos, fue enterrado en Saint-Mandé -donde hoy una calle lleva su nombre- junto a su primera esposa y sus tres hijos.

## Obra
Publicó diversas series de litografías satíricas (Les Plaisirs de toutdge, La Sibylle des salons, Les Métamorphoses du jour, La Vie privée et publique des animaux, Les Cent Proverbes, Un Autre Monde y Les Fleurs animées). Es conocido por las imágenes que dedicó tanto a los animales como a la fauna con forma humana. 

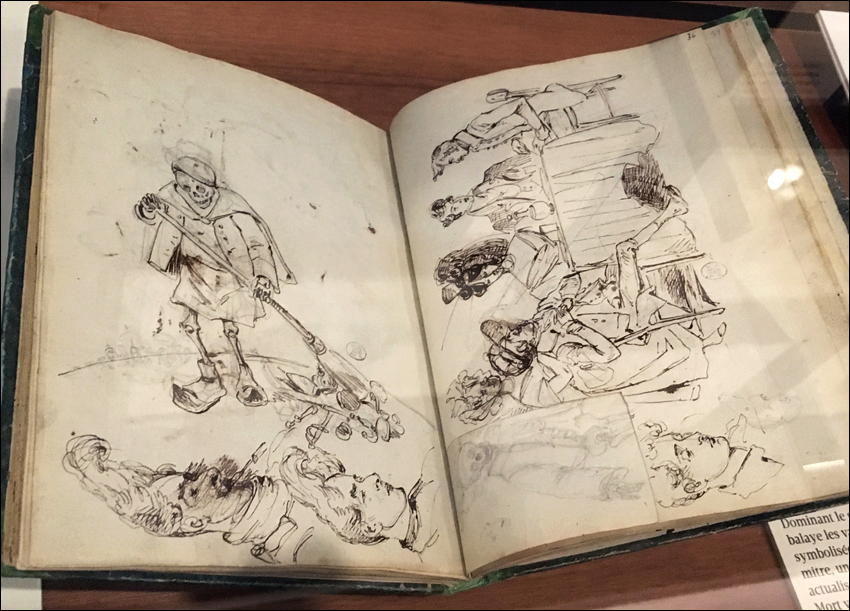
Cuaderno de bocetos para "Voyage pour l'Eternité"

Trabajó para varios periódicos de la época. Tras la instauración de la censura para las caricaturas, en 1835, ilustró novelas como Robinson Crusoe, Don Quijote y Los viajes de Gulliver, y las fábulas de La Fontaine.

### "Becerro de oro"

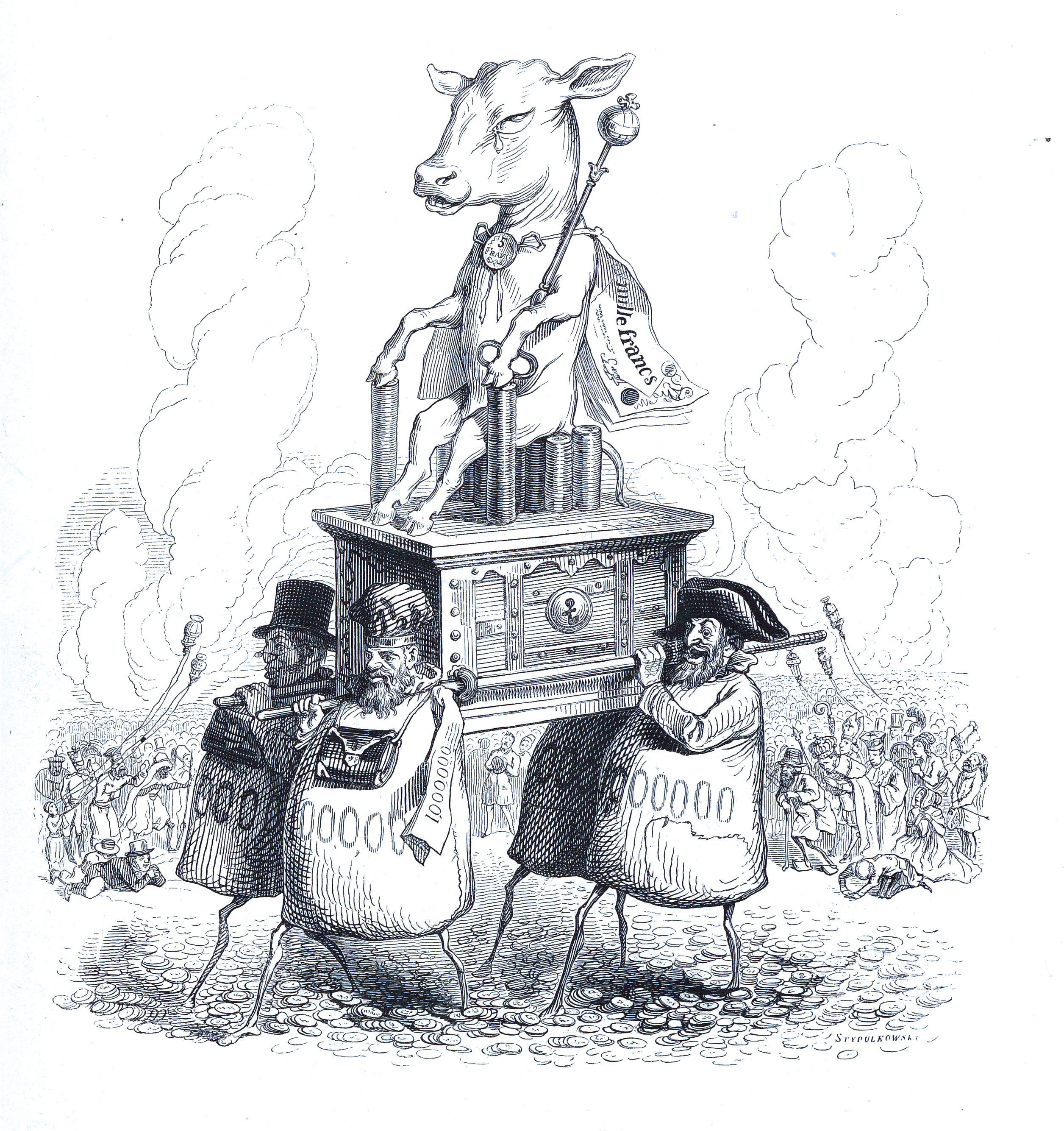
Grandville y el materialismo sin escrúpulos de los tiempos modernos: "Becerro de oro", Otro Mundo, 1844.

Un trabajo satírico suyo particularmente original es el "Becerro de oro" de 1844. Pertenece a una serie de trabajos que si bien titulada Otro mundo (Un Autre Monde), remite al espectador al suyo propio, o llámesele planeta tierra. A través de ella, Grandville satiriza el materialismo de la sociedad de su época: el Arca de la Alianza (concebida para transportar las Tablas de la Ley) se usa aquí para cargar el becerro de oro, metálico ídolo que a su vez ostenta un cetro imperial culminando en globo y cruz. En la imagen de Grandville, el Arca de la Alianza con el becerro de oro encima es transportada por un banquero europeo, un sumo sacerdote israelita y un pirata caribeño (la cuarta figura queda oculta tras el Arca); a su paso, en el fondo, se inclinan o expresan profundo respeto mediante reverencias e inciensos, entre otros, un emperador, un eclesiástico cristiano y un ismaelita. 
A través de esta imagen, Grandville da forma a su crítica a la codicia, dado que becerro de oro no representa ningún posible símbolo de una divinidad ética y celestial (o un equivalente a, por ejemplo, un ángel), sino lisa y llanamente el material del que el ídolo en sí mismo está hecho y se vuelve entonces sinónimo de "dinero" o "riquezas". No en vano la moneda de la que está hecho el prendedor o fíbula que sujeta el manto del becerro lleva la abreviación "[[tálero|X TAH[LER]]]" y un gran billete que se desprende por debajo del mismo manto lleva la inscripción "1000 Thaler", mientras que el camino por donde que pasa la procesión con el becerro de oro está a su vez regado de innumerables piezas metálicas redondas. En esta composición dedicada al  polémico tema bíblico del becerro de oro, Grandville presenta al ídolo como un dios venerado incondicionalmente por todo el mundo: es así que en la imaginería de los tiempos modernos, el becerro de oro adquiere el papel de símbolo del capital (dinero o riquezas), siendo adorado por un mundo de gente con ambiciones materialistas desaforadas.

### Persistencia de su obra
- Su caricatura "El malabarista del otro mundo" ilustra la portada de La vuelta al día en ochenta mundos, obra literaria de Julio Cortázar.
- El grupo de rock Queen utilizó en 1991 parte de sus dibujos para decorar su álbum Innuendo.
- El videojuego Aviary Attorney utiliza muchas de sus caricaturas de animales como personajes.